# Totally Wicked Stadium
O Totally Wicked Stadium é um estádio localizado em St. Helens, Inglaterra, Reino Unido, possui capacidade total para 18.000 pessoas, é a casa do time de rugby league St Helens R.F.C., foi inaugurado em 2011 em substituição ao Knowsley Road demolido no mesmo ano.